# Waldemar Sobota
Waldemar Sobota (Sobotaⓘ) (* 19. Mai 1987 in Ozimek, Polen) ist ein ehemaliger polnischer Fußballspieler.

## Karriere

### Verein
Sobota begann seine Karriere in seiner Geburtsstadt bei Małapanew Ozimek und bei KS Krasiejów. Ab Juli 2007 spielte er bei MKS Kluczbork, erzielte in drei Spielzeiten 36 Tore in 93 Spielen und stieg 2009 mit der Mannschaft von der 2. Liga in die 1. Liga (zweithöchste polnische Spielklasse) auf. Im Sommer 2010 entschied er sich für einen Wechsel zum Erstligisten Śląsk Wrocław. 2012 wurde er mit dem Klub polnischer Meister und gewann den Supercup. Anfang September 2013 unterschrieb Sobota einen Vierjahresvertrag beim belgischen Verein FC Brügge. Anfang 2015 wurde er an den deutschen Zweitligisten FC St. Pauli ausgeliehen, um mehr Spielpraxis zu bekommen. Sein erstes Tor erzielte er am 27. Spieltag beim 4:0-Erfolg gegen Fortuna Düsseldorf. Am 30. Juni desselben Jahres wurde die Leihe um ein Jahr verlängert. Im März 2016 wurde Sobota per Option fest verpflichtet und mit einem Vertrag bis zum 30. Juni 2018 ausgestattet. Nachdem Sobotas Vertrag im Sommer 2020 ausgelaufen ist, wechselte er ablösefrei zurück zu Śląsk Wrocław. Im November 2022 beendete der Mittelfeldspieler nach kurzer Vereinslosigkeit seine aktive Karriere.

### Nationalmannschaft
Anfang Dezember 2011 wurde er erstmals vom Nationaltrainer Franciszek Smuda für die polnische Fußballnationalmannschaft nominiert. Am 16. Dezember 2011 kam er dann zu seinem Länderspieldebüt, als er im Freundschaftsspiel gegen Bosnien-Herzegowina in der Startelf stand. Dabei erzielte er den entscheiden Treffer zum 1:0-Endstand. Er bestritt insgesamt 17 Länderspiele, in denen er 4 Tore erzielen konnte. Seit Ende 2014 wurde er allerdings nicht mehr für die polnische Nationalmannschaft berufen.

## Sonstiges
Sein Vater ist aktives Mitglied der deutschen Minderheit in Schodnia und Sobota selbst bezeichnet sich als Schlesier. Vor seiner Fußballkarriere fing er ein Germanistik-Studium an, welches er allerdings zugunsten des Sports, trotz guter Leistungen, beendete.

## Erfolge
- 1× Polnischer Meister (2012)
- 1× Polnischer Fußball-Supercup (2012)
- 1× Belgischer Pokalsieger: 2015